# Imbé
Imbé is een gemeente in de Braziliaanse deelstaat Rio Grande do Sul. De gemeente telt 16.301 inwoners (schatting 2009).

## Aangrenzende gemeenten
De gemeente grenst aan Osório en Tramandaí.